# 住岡梨奈
住岡 梨奈（すみおか りな、1990年2月15日 - ）は、日本の女性シンガーソングライター。北海道登別市出身。所属芸能事務所はソニー・ミュージックアーティスツ、所属レコード会社は徳間ジャパンコミュニケーションズ。

## 来歴

### デビュー前
北海道登別市出身。小学校1年生まで登別市で過ごした後、札幌市へ引っ越す。
とわの森三愛高等学校卒業間際に後輩のバンドに誘われてボーカルとして参加したことをきっかけに、作詞作曲を始める。その後輩がギターを弾きながら曲を作ったりしていたので、家にあった父親のアコースティックギターを借りて練習し始め、好奇心でなんとなく曲を作ってみるようになった。だんだん作曲が楽しくなっていったものの、やはり歌うことのほうが楽しかったので、それほどレパートリーは増えなかった。
高校卒業後は音楽サークルの施設が充実しているという理由で酪農学園大学に進学。「音楽研究会」というバンドサークルに入って大学4年間はほぼサークルに入り浸り、3年生のときには部長も務めていた。サークル内では先輩たちと一緒にバンドを組んでJUDY AND MARY、CHARA、フィッシュマンズなどをコピーし、月に1回、サークルで企画したライブを開いてそこで歌っていた。しかし、人前で自分の曲を歌うことが恥ずかしかったので、サークル内ではほんの数回しか1人でのライブを行なわなかった。一人で歌うようになったのは、自作曲があるならライブハウスに出てみればいいというサークルの先輩のアドバイスのおかげ。それがきっかけとなり、大学2年からサークルでコピーバンドをやりつつ、札幌市内のライブハウスやカフェを中心に弾き語りをするようになった。
2009年、ライブハウスでの初めてのライブを、たまたまソニーミュージックのスタッフが見ていたことがきっかけとなり、2011年にソニー・ミュージックアーティスツ、キューンレコードとそれぞれ契約を結ぶ。同年夏、初の北海道内6ヶ所の弾き語りツアーを開催。このツアーに合わせ、初めての音源となるシングル「ナガレボシ」をリリースし、ライブ会場限定で手売り販売する。同年10月、東京で行われたSPARKS GO GO主催のライブイベントでオープニングアクトを務めた。

### メジャーデビュー
2012年
- 3月、酪農学園大学環境システム学部生命環境学科を卒業、卒業の前月にはもう上京していた[2]。
- 6月20日、シングル「feel you」をリリースし、メジャー・デビューを果たす[9]。
- 秋、堂島孝平の全国ツアーにオープニングアクトとして出演[4]。

2013年
- 1月、活躍が期待できる新人アーティスト【iTunes Japan Sound of 2013】に選出される。同月、2枚目のシングル「ハレノヒ」をリリースする[4]。
- 7月12日より、フジテレビ系列で放送されるリアリティ番組「テラスハウス」にレギュラー出演。

2014年
- 1月、自身初のワンマンツアー「住岡梨奈 first tour 2014“ツムギウタウ”」を開催、愛知、大阪、東京、北海道で4公演を行う[10]。

- 4月、2度目のワンマンツアー「住岡梨奈second tour 2014〝ツムグコトバ″」を開催、大阪、福岡、東京、名古屋、札幌で5公演を行う[11]。

- 5月9日、主題歌を担当した原田マハの小説を映画化した日台合作映画『一分間だけ』の台湾での公開初日[注 1]に合わせて訪台、自身初となる海外ライブを行った[12]。

- 2014年11月、同じ北海道出身の山崎あおいと『ACOUSTIC LIVE 2014秋 「one×one」』でツーマンランブを開催。

## サポート・ミュージシャン
- 堂島孝平 - ギター
- 小松シゲル - ドラム
- 須藤優 - ベース
- 渡辺シュンスケ - キーボード

## 音楽性
- アコースティック・ギターによる弾き語りというスタイルを取っており、歌唱の際には甘さと清涼感のある歌声[13]を披露する。
- メロディを作っていて無難だと感じると、無理やり音を上げ下げしてみたり、ひねって歌ってみたりする。覚えにくいが、その方が歌ってて楽しいし、聴いている人の注意を引けると思っている[2][3]。
- もともと真心ブラザーズが好きだったので、同じキューンレコードに入れたことを喜んでいる[3]。

## ディスコグラフィー

### シングル
|              | 発売日         | タイトル                      | 規格         | 規格品番                                                                      | 最高順位     |
| インディーズ | インディーズ   | インディーズ                  | インディーズ | インディーズ                                                                  | インディーズ |
| ------------ | -------------- | ----------------------------- | ------------ | ----------------------------------------------------------------------------- | ------------ |
| 1st          | 2009年         | ナガレボシ                    | 12cmCD       | -（ライブ会場限定発売）                                                       | -            |
| メジャー     |                |                               |              |                                                                               |              |
| 1st          | 2012年6月20日  | feel you                      | 12cmCD       | KSCL-2044/5（初回生産限定盤） KSCL-2046（通常盤） KSCL-2047（期間生産限定盤） | 105位        |
| 2nd          | 2013年1月30日  | ハレノヒ                      | 12cmCD       | KSCL-2160/1（初回生産限定盤） KSCL-2162（通常盤）                             | -            |
| 3rd          | 2013年10月23日 | Hello Yellow! / ナガレボシ    | 12cmCD       | KSCL-2260                                                                     | 86位         |
| 4th          | 2014年2月26日  | 言葉にしたいんだ              | 12cmCD       | KSCL-2364/5（初回生産限定盤） KSCL-2366（通常盤）                             | 27位         |
| 5th          | 2014年5月28日  | flavor                        | 12cmCD       | KSCL-2412/3（初回生産限定盤） KSCL-2414（通常盤）                             | 68位         |
| 6th          | 2014年9月17日  | マイフレンド / ぼくらの歩む道 | 12cmCD       | KSCL-2456/7（初回生産限定盤） KSCL-2458（通常盤）                             | 49位         |
| 7th          | 2015年2月11日  | Large & Small GIFT            | 12cmCD       | KSCL-2549（初回生産限定盤） KSCL-2550（通常盤）                               | 109位        |

### アルバム
|                    | 発売日         | タイトル         | 規格   | 規格品番                                          | 最高順位 |
| ------------------ | -------------- | ---------------- | ------ | ------------------------------------------------- | -------- |
| 1st                | 2013年11月27日 | ツムギウタ       | 12cmCD | KSCL-2331/2（初回生産限定盤） KSCL-2333（通常盤） | 40位     |
| 2nd                | 2014年11月12日 | watchword        | 12cmCD | KSCL-2494/2（初回生産限定盤） KSCL-2496（通常盤） | 68位     |
| ミニアルバム       | 2016年4月27日  | Moment           | 12cmCD | KSCL-2716（通常盤）                               | 167位    |
| 3rd                | 2016年12月7日  | 心が君を歌ってる | 12cmCD | KSCL-2817（通常盤）                               | 201位    |
| ダブルミニアルバム | 2017年8月23日  | colors           | 12cmCD | TKCA-74551（通常盤）                              |          |

### 配信限定
|   | リリース日     | タイトル                                | 備考             |
| - | -------------- | --------------------------------------- | ---------------- |
| - | 2013年4月3日   | ポーズ                                  | -                |
| - | 2013年8月30日  | ナガレボシ                              | 先行配信リリース |
| - | 2013年12月23日 | We Are Never Ever Getting Back Together | -                |
| - | 2014年5月7日   | にっぽん・なんばあず                    | -                |
| - | 2019年2月6日   | あまのがわ                              | -                |

### 参加作品
| 作品                                     | 発売日 （レーベル）                             | 規格 | 参加曲                                   |
| ---------------------------------------- | ----------------------------------------------- | ---- | ---------------------------------------- |
| アオハライド “MUSIC RIDE”                | 2014年12月10日発売 （エピックレコードジャパン） | CD   | ハレノヒ                                 |
| NHK Let's天才てれびくん サウンドトラック | 2017年5月17日発売 （ポニーキャニオン）          | CD   | にっぽん・なんばあず[住岡梨奈バージョン] |

## タイアップ
| 楽曲             | タイアップ                                                                   |
| ---------------- | ---------------------------------------------------------------------------- |
| feel you         | OVA『るろうに剣心 -明治剣客浪漫譚- 新京都編後編 光の囀』エンディング・テーマ |
| feel you         | テレビ東京系『JAPAN COUNTDOWN』2012年6月度オープニング・テーマ               |
| 七色の風         | OVA『るろうに剣心 -明治剣客浪漫譚- 新京都編前編 焔の獄』主題歌               |
| ハレノヒ         | TBS系『有田とマツコと男と女』2013年1月度〜3月度エンディングテーマ            |
| flavor           | 日本テレビ系『ミュージックドラゴン』 2014年5月度オープニングテーマ           |
| 一分間だけ       | 日台合作映画『一分間だけ』日本版主題歌                                       |
| ぼくらの歩む道   | ブルボン「アルフォートミニチョコレート」CMソング                             |
| マイフレンド     | TOKYO MX『999人美女』１１月度エンディングテーマ                              |
| マイフレンド     | HBCテレビ 「今日ドキッ!」エンディングテーマ                                  |
| Pray For You     | ブルボン「アルフォートミニチョコレート」CMソング                             |
| やさしくなれたら | ブルボン「アルフォートミニチョコレート」CMソング                             |
| あまのがわ       | 映画『あまのがわ』主題歌                                                     |

## 出演

### テレビ
- ライブB♪（TBS、2012年6月26日）
- PON!（日本テレビ、2012年6月27日）
- MUSIC FAIR（フジテレビ、2013年2月23日・3月2日）
- テラスハウス（フジテレビ、2013年7月12日 - 2014年1月27日）
- ミュージックドラゴン（日本テレビ、2014年3月14日）
- ミュージャック（関西テレビ、2014年4月18日）
- SMAP×SMAP（フジテレビ、2014年5月19日）
- 音楽の日（TBS、2014年8月2日）

### 映画
- あまのがわ（2019年） - 白鳥奏 役

### ラジオ
- レコメン!火曜日 サンシャインシティ Presents 住岡梨奈のヒトリゴト（文化放送、2014年4月1日 - 2015年3月24日）

### 連載
- JILLE「住岡梨奈のキドリナ!オカリナ」（双葉社）（2013年4月号 - ）